# Odovakar

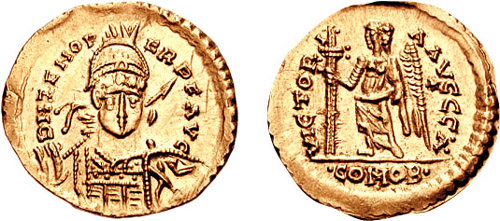
Odovakar-solidus myntad i kejsar Zeno Isaurierns namn. Myntet befäster Odovakars formella underkastelse under Zeno.

Odovakar (grekiska: Ὀδόακρος, latin: Odoacer), född omkring 433, död 493 i Ravenna, var en germansk hövding, troligen av skirisk härkomst, som var kung av Italien från 476 till sin död.

## Biografi
Odovakar var son till en viss Edeko, som kan ha varit den Edecon som var Attilas ambassadör i Konstantinopel. Han tros ha varit en skirer, men har även beskrivits som rugier, herul och rentav som en turkelingerkonung. Hans far Edeko dödades cirka 463 i strid mot ostrogoterna, och Odovakar ledde därefter resterna av sin folkstam, som han tog till Pannonien och Noricum där han en tid levde som rövare. År 470 befann han sig i Italien, där han inträdde i den västromerska kejserliga livvakten och blev ledare för de germanska legotrupperna.
När fältherren Orestes gjort sin son Romulus Augustulus till kejsare år 475 krävde hans germanska allierade en tredjedel av Italiens jord, vilket han vägrade dem. Odovakar gjorde då uppror mot Orestes och besegrade samt dödade honom i Pavia. Odovakar avsatte sedan den unge kejsaren och lät utropa sig till kung av Italien, vilket ibland räknas som slutet för romarriket. Han sände därefter ambassadörer till den östromerske kejsaren Zeno och bad denne att göra honom till patricier och riksföreståndare för Italien. Efter att ha erkänts av Zeno residerade han som kung i Ravenna och uppfyllde sitt löfte om jord till germanstammarna. Som kung erhöll han Sicilien från vandalerna, erövrade Dalmatien 482, och nedslog 487 ett rugiskt uppror då han tog deras kung Feletheus till fånga. Inrikespolitiskt försökte han behålla en koppling till det gamla Rom genom att exempelvis återupprätta konsulatet.
År 489 invaderade en ostrogotisk här under Theoderik i Italien, i hemlighet med stöd av kejsar Zeno, vilket ledde till att Odovakar barrikaderade sig i Ravenna. Eftersom ingen helt kunde besegra den andre beslöt de 493 att samregera som kungar, men Theoderik mördade sin fiende kort därpå.